# Pete Willis
Pete Willis, właśc. Peter Andrew Willis (ur. 16 lutego 1960 w Sheffield) – brytyjski gitarzysta, członek zespołu Def Leppard.
Zanim znalazł się w obecnym zespole brał udział oraz działał w innych projektach i zespołach: Gogmagog, Roadhouse, Atomic Mass. Pierwszą płytą, w nagraniu której wziął udział, był album The Def Leppard E.P. (1979)
Willis wraz z Rickiem Savage'em i Tonym Kenningiem założył kapelę Atomic Mass, która była pierwszą wersją Def Leppard. Willis zaproponował Joemu Elliotowi wstąpienie do zespołu, to również on zaproponował granie w zespole Steve'owi Clarkowi. Był również mocno zaangażowany w tworzenie pierwszych dwóch płyt zespołu, a także miał swój spory udział w komponowaniu utworów na płytę Pyromania i zagrał na niej podkłady gitarowe we wszystkich utworach. Mimo że w momencie, kiedy Pyromania została wydana, Willisa nie było już w zespole, został on umieszczony przez zespół we wkładce do płyty jako autor i gitarzysta w utworach, w nagraniu których uczestniczył. Z zespołu został wyrzucony za nadużywanie alkoholu. Zastąpił go Phil Collen.